# Малаккский кодекс
Малаккский кодекс (малайск. Hukum Kanun Melaka или Undang-undang Melaka) - памятник малайского права. Разработан в Малакке в 15 в. при султане Мухаммад-шахе (1424-1444) и дополнен султаном Музаффар-шахом (1446-1459). Регулировал земельные отношения, положение зависимого от феодалов населения, наказания за различные преступления против султана и крупных феодалов, отношения в сфере семьи и брака. 
Большое внимание уделялось торговле, ростовщичеству и мореходству, что отражало огромную роль торговли и мореплавания в Малакке. В частности, кодекс регламентировал меры веса и длины, порядок спасения и возвращения кораблей, унесенных дрейфом, права и обязанности капитана корабля и его помощников и др. Детализации подверглись разделы о торговле и стоимости перевозки груза, а также об уголовных делах. Корабль в кодексе рассматривается как миниатюрная модель малайского государства с капитаном корабля, который уподобляется верховному правителю на суше. Ему предписывалось суровыми мерами добиваться сохранения единства экипажа и пассажиров перед лицом совместных трудностей (пираты, штормы, внутренние распри и т.п.).
Рукопись хранится в Национальной библиотеке Малайзии и внесена в число объектов национального наследия Малайзии.
Изучением кодекса и подготовкой к его публикации занимался сингапурский учёный Ляо Ёк Фанг.

## Текст рукописи
- Hukum  Kanun  Melaka.  Oleh Abu Hassan Sham.  Melaka: Penerbitan Perbadanan Muzium, 1995
- Undang-Undang Melaka & Undang-Undang Laut (Малаккский кодекс & Морской кодекс). Editor Liaw Yock Fang. Kuala Lumpur: YAYASAN KARYAWAN, 2003 (ISBN 983-9510-06-1); 440 hlm.